# NGC 1327
NGC 1327 (другие обозначения — ESO 481-26, MCG -4-9-8, IRAS03232-2551, PGC 12795) — спиральная галактика с перемычкой (SBb) в созвездии Печь. Открыта Ормондом Стоуном в 1886 году. Описание Дрейера: «очень тусклый, очень маленький объект, возможно, окружён туманностью».
Этот объект входит в число перечисленных в оригинальной редакции «Нового общего каталога». Первоначально указанные координаты даже с учетом поправки на прецессию отличаются от реальных на несколько минут дуги. Во второй версии Индекс-каталога добавлено: «рядом расположено три звезды, туманность отсутствует».